# Sławomir Mrożek
Sławomir Piotr Paweł Mrożek (ur. 29 czerwca 1930 w Borzęcinie, zm. 15 sierpnia 2013 w Nicei) – polski pisarz oraz rysownik. Autor satyrycznych opowiadań i utworów dramatycznych o tematyce filozoficznej, politycznej, obyczajowej i psychologicznej. Jako dramaturg zaliczany do nurtu teatru absurdu.

## Życiorys
Urodził się w Borzęcinie. Gdy miał trzy lata, wraz z rodziną przeniósł się do Krakowa. W 1949 zdał maturę w Krakowie w Liceum Ogólnokształcącym im. Bartłomieja Nowodworskiego. Studiował na Wydziale Architektury Politechniki Krakowskiej, na Akademii Sztuk Pięknych w Krakowie oraz kierunek orientalistyka na Uniwersytecie Jagiellońskim. Żadnych studiów nie ukończył.
Zadebiutował w 1950 jako rysownik, od 1953 publikował cykle rysunków w Przekroju. Wydane w tym samym roku zbiory opowiadań: Opowiadania z Trzmielowej Góry oraz Półpancerze praktyczne stanowiły jego literacki debiut. W 1953 podpisał tzw. Apel Krakowski, wyrażający poparcie dla stalinowskich władz PRL po aresztowaniu pod sfabrykowanymi zarzutami duchownych katolickich, skazanych w sfingowanym procesie księży kurii krakowskiej i skazaniu na karę śmierci Edwarda Chachlicę, Michała Kowalika i księdza Józefa Lelitę. Proces ten skomentował w artykule dla Dziennika Polskiego zatytułowanym Zbrodnia główna i inne, gdzie pisał :
Tymczasem ten człowiek ocierając, się o nas, pracował nad tym, żeby nas zabić. Przesyłając szpiegowskie raporty do Monachium wskazywał nas i nasze domy jako dokładny cel dla bomb, dla armat, dla śmiercionośnych bakterii.
W latach 1956–1958 prowadził w Życiu Literackim rubrykę tekstów satyrycznych „Postępowiec”.
Jego pierwszą sztuką teatralną był dramat Policja, wydany w 1958. Dramat Tango z 1964 przyniósł Mrożkowi światową sławę.
Uczestniczył w realizacji II spektaklu gdańskiego teatru Bim-Bom pt. „Radość poważna” (1956).
W 1963 wyemigrował. W następnych latach mieszkał we Francji (w Paryżu), następnie osiadł w Stanach Zjednoczonych, Niemczech, Włoszech i Meksyku na ranczo La Epifanía, gdzie mieszkał w latach 1989–1996. W 1968 na łamach prasy francuskiej opublikował list protestujący przeciwko interwencji wojsk Układu Warszawskiego w Czechosłowacji, a w grudniu 1981 zaprotestował przeciwko wprowadzeniu stanu wojennego.

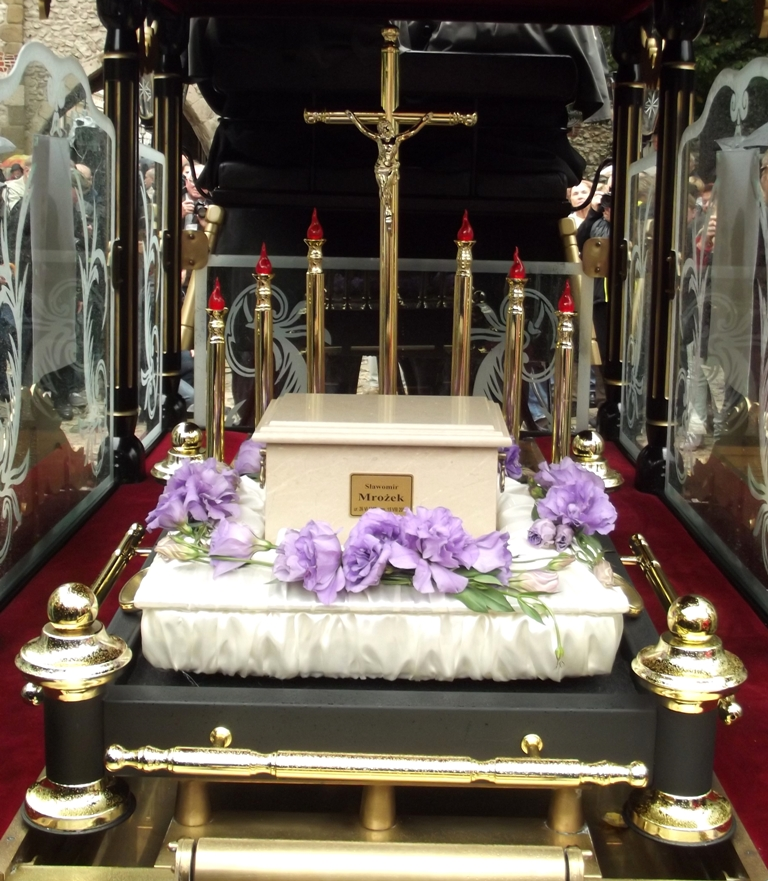
Urna z prochami Sławomira Mrożka

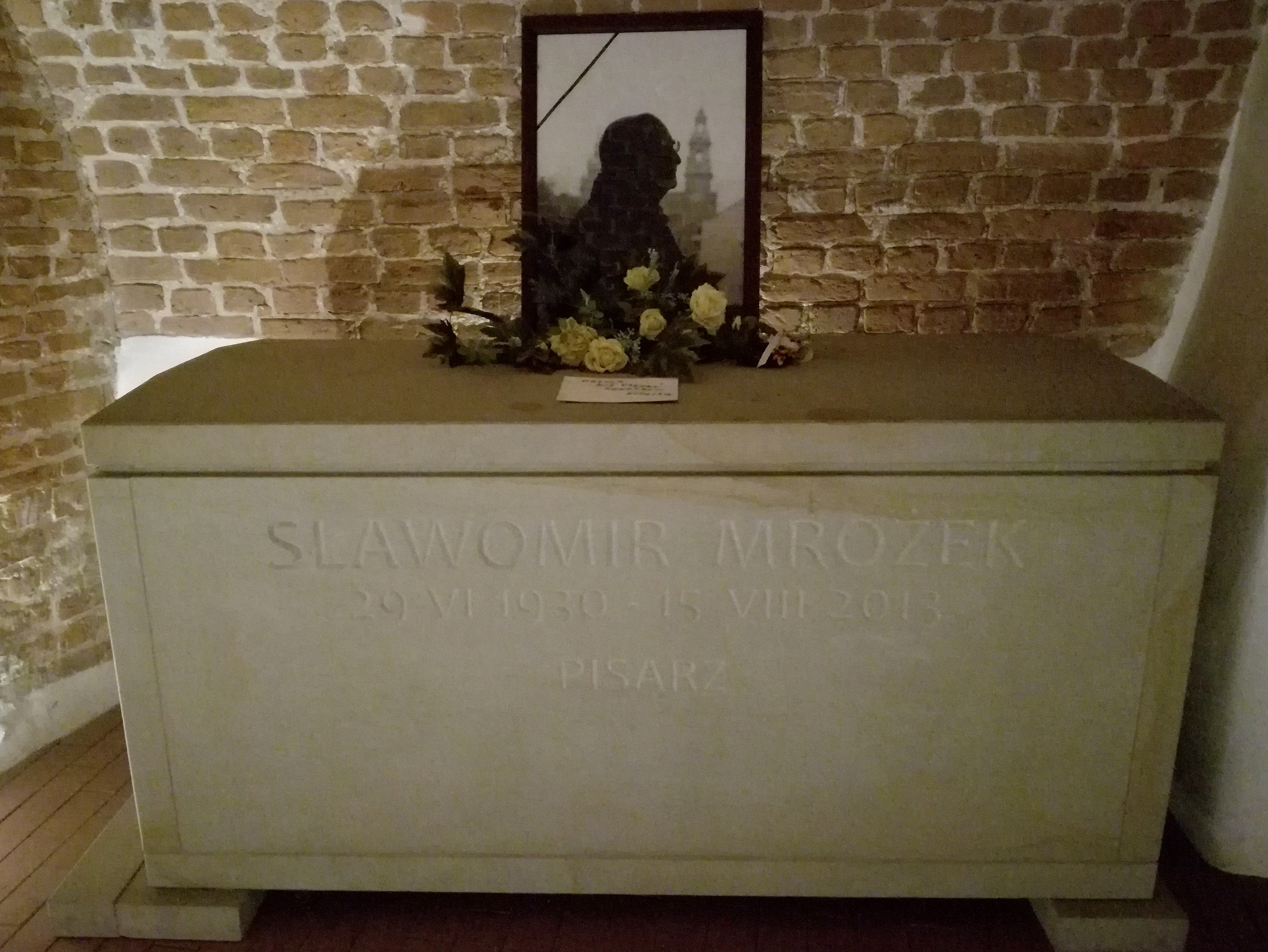
Sarkofag z prochami Sławomira Mrożka

W 1996 powrócił do Polski. W 2002 przeszedł udar mózgu, którego wynikiem była afazja. Skutkiem tego utracił możliwość posługiwania się językiem zarówno w mowie, jak i w piśmie. Dzięki terapii, która trwała około trzech lat, odzyskał zdolność pisania i mówienia. Efektem walki z chorobą jest jego autobiografia.
6 maja 2008 Sławomir Mrożek zapowiedział ponowne opuszczenie ojczyzny, by osiąść w Nicei na południu Francji – dla klimatu, który bardziej miał sprzyjać jego zdrowiu. Z Polski wyprowadził się dokładnie miesiąc później – 6 czerwca 2008 – wylatując z lotniska w Balicach.
Zmarł nad ranem 15 sierpnia 2013 w szpitalu w Nicei. Jego prochy spoczęły w Panteonie Narodowym w Krakowie. Uroczystości pogrzebowe odbyły się 17 września 2013 w kościele Świętych Piotra i Pawła w Krakowie. Mszy świętej przewodniczył metropolita krakowski kard. Stanisław Dziwisz.

## Życie prywatne
Sławomir Mrożek urodził się w rodzinie kierownika urzędu pocztowego w Borzęcinie, Antoniego Mrożka (1903–1987) i Zofii z domu Kędzior (1906–1949), córki przedsiębiorcy branży mleczarskiej. Pisarz był jednym z trojga dzieci małżeństwa Mrożków. Miał brata Jerzego (1928–1932) i siostrę Litosławę (1935–1995).
Był dwukrotnie żonaty. Jego pierwszą żoną od 1959 była malarka, Maria Obremba. Małżeństwo zakończyło się jej niespodziewaną śmiercią w 1969 roku. W 1987 roku ożenił się z Meksykanką, Susaną Osorio Rosas.

## Twórczość

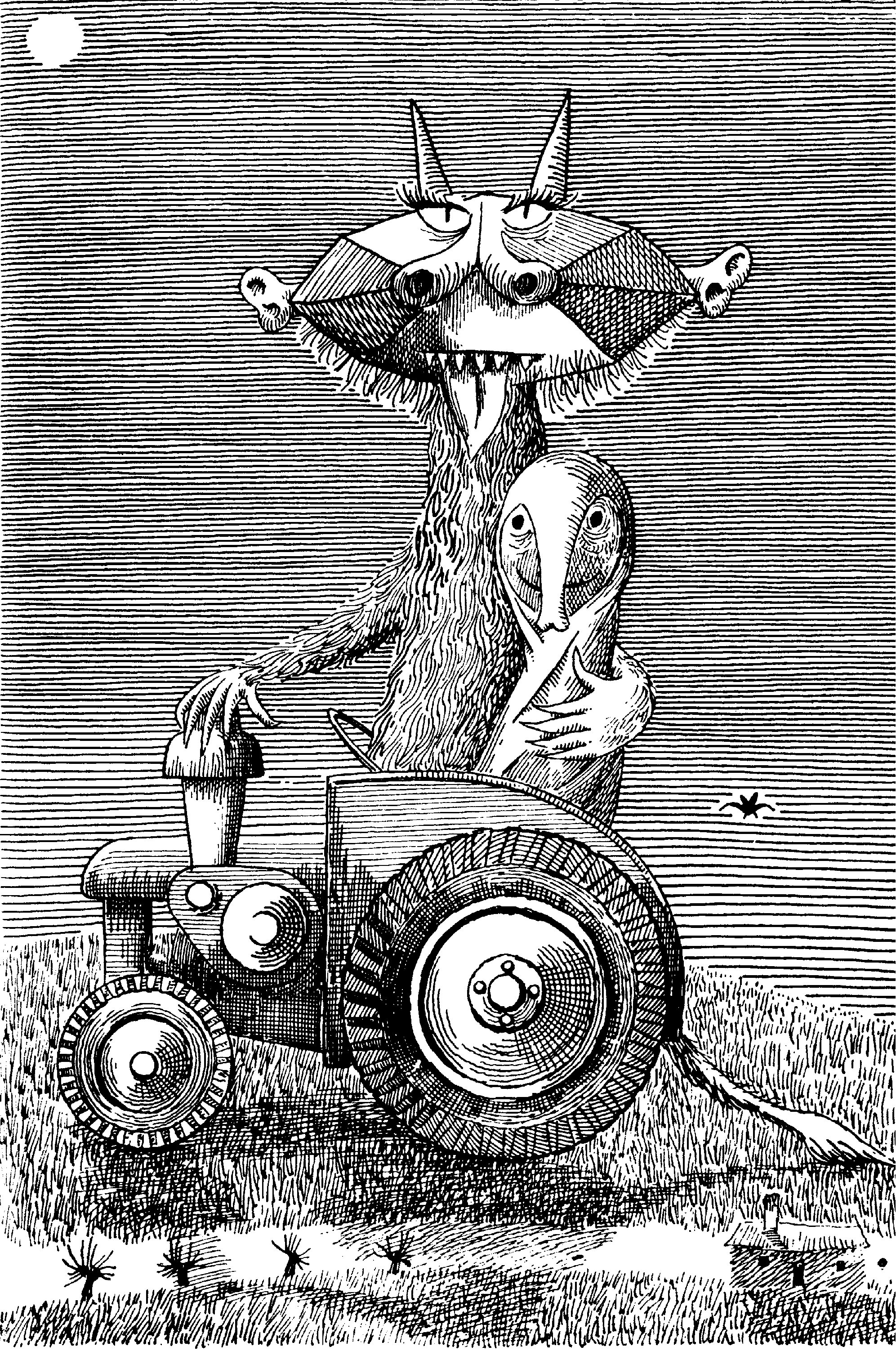
Ilustracja Daniela Mroza do książki Słoń, 1957

W swojej twórczości Mrożek poruszał zarówno problematykę silnie związaną z historią Polski oraz tradycjami kulturowymi (np. romantyzmu), jak i tematy uniwersalne, takie jak wolność czy zagrożenia ze strony współczesnej cywilizacji.

### Zbiory opowiadań
- Opowiadania z Trzmielowej Góry, 1953
- Półpancerze praktyczne, 1953
- Słoń, 1957
- Wesele w Atomicach, 1959
- Deszcz, 1962
- Dwa listy i inne opowiadania, 1970
- Opowiadania, 1981
- Donosy, 1983
- Śpiąca Królewna
- Woda
- Ostatni husarz
- Zeszyt
- Małe prozy, 1990
- Lew
- Czekoladki dla Prezesa, 2018[19]

### Dramaty
- Policja, 1958
- Męczeństwo Piotra Oheya, 1959
- Indyk, 1960
- Na pełnym morzu, 1961
- Karol, 1961
- Strip-tease, 1961
- Zabawa, 1962
- Kynolog w rozterce, 1962
- Czarowna noc, 1963
- Śmierć porucznika, 1963
- Tango, 1964
- Der Hirsch, 1965
- Racket Baby, 1965
- Poczwórka, 1967
- Dom na granicy, 1967
- Testarium, 1967
- Profesor, 1968
- Drugie danie, 1968
- Szczęśliwe wydarzenie, 1971
- Rzeźnia, 1973
- Emigranci, 1974
- Garbus, 1975
- Serenada, 1977
- Lis filozof, 1977
- Polowanie na lisa, 1977
- Krawiec, 1977
- Lis aspirant, 1978
- Pieszo, 1980
- Vatzlav, 1982
- Ambasador, 1982
- Letni dzień, 1983
- Alfa, 1984
- Kontrakt, 1986
- Portret, 1987
- Wdowy, 1992
- Miłość na Krymie, 1993
- Wielebni, 2000
- Piękny widok, 2000
- Karnawał, czyli pierwsza żona Adama, 2013

### Powieści
- Maleńkie lato, 1956
- Ucieczka na południe, 1961

### Zbiory felietonów
- Małe listy, 1981
- Dziennik powrotu, 2000
- Małe listy, 2000

### Scenariusze filmowe
- Wyspa róż, 1975
- Amor, 1978
- Powrót, 1994

### Inne
- Rysunki, Iskry, Warszawa 1982
- Baltazar. Autobiografia, 2006
- Człowiek według Mrożka. Rysunki 1950–2000
- Tango z samym sobą. Utwory dobrane, Noir sur Blanc, Warszawa 2009[20]
- Dziennik. Tom 1. 1962–1969, Wydawnictwo Literackie, Kraków 2010
- Dziennik. Tom 2. 1970–1979, Wydawnictwo Literackie, Kraków 2012
- Dziennik. Tom 3. 1980–1989, Wydawnictwo Literackie, Kraków 2013
- Listy, Wydawnictwo Literackie, Kraków 2011
- W emigracyjnym labiryncie. Listy 1965–1982, Wydawnictwo Literackie, Kraków 2017, ISBN 978-83-08-06446-7
- Listy 1964–1988. Sławomir Mrożek, Józef Czapski, Wydawnictwo Literackie, Kraków 2023, ISBN 978-83-08-08066-5

## Wyróżnienia i nagrody

### Ordery i odznaczenia
- Krzyż Wielki Orderu Odrodzenia Polski – 2013, pośmiertnie[21]
- Krzyż Komandorski z Gwiazdą Orderu Odrodzenia Polski – 1997[22]
- Złoty Medal „Zasłużony Kulturze Gloria Artis” – 2010[23]
- Order Ecce Homo – 2012[24]
- Order Legii Honorowej – Francja, 2003[25]
- Odznaka „Adwokatura Zasłużonym” – 2016, pośmiertnie[potrzebny przypis]

### Inne
- w 1962 został jednym z czterech pierwszych laureatów literackiej nagrody Fundacji im. Kościelskich[26]

- w 1987 otrzymał nagrodę miasta Klosterneuburg im. Franza Kafki[potrzebny przypis].

- w 1990 otrzymał Honorowe Obywatelstwo Stołecznego Królewskiego Miasta Krakowa[27]

- w 2000 otrzymał tytuł doktora honoris causa Uniwersytetu Jagiellońskiego[28]

- w grudniu 2004 za książkę Varia. Jak zostałem filmowcem otrzymał Nagrodę Krakowska Książka Miesiąca[29]

- w 2007 otrzymał nominację do Nagrody Literackiej Nike za Baltazar. Autobiografia[30]

- za korespondencję ze Stanisławem Lemem, w postaci wydanych przez Wydawnictwo Literackie Listów otrzymał Nagrodę Polskiego PEN Clubu im. Jana Parandowskiego za rok 2010[31]

- 23 marca 2012 został doktorem honoris causa Uniwersytetu Śląskiego w Katowicach[32]
- w 2013 otrzymał członkostwo honorowe Stowarzyszenia Autorów ZAiKS[33]